# Складчасті гори

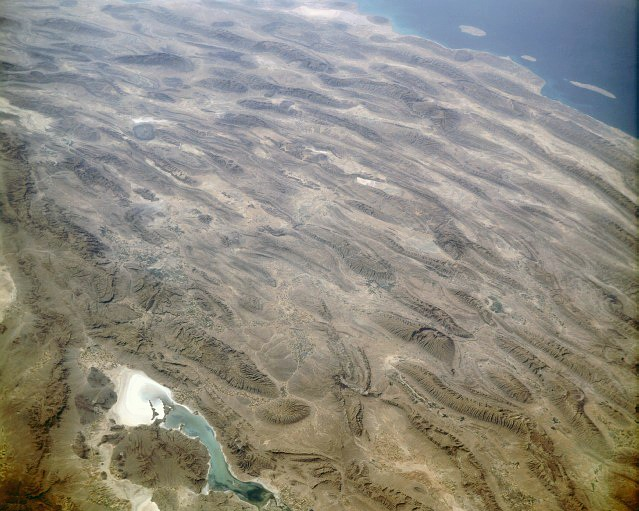
Загрос — масивне складчасте нагір'я. Світлина з космосу.

Складчасті гори (рос. складчатые горы, англ. folded mountains; нім. Faltengebirge n, Faltungsgebirge n) – гори, основні орографічні елементи яких на ранніх стадіях розвитку відповідають складчастим деформаціям при підпорядкованій ролі розривних порушень. Належать до епігеосинклінальних гір, які виникають на місці геосинклінальних систем.
Складчасті гори – це первинні підняття при вигині земних шарів тектонічними рухами переважно в геосинклінальних областях, в океанічних глибинах. На суші складчасті гори явище рідкісне, тому що при підйомі над рівнем моря складки гірських порід втрачають пластичність і починають розламуватися, давати тріщини зі зсувами й порушенням ідеальної складчастості послідовного й безперервного чергування синкліналей і антикліналей. Типові складчасті гори збереглися лише окремими ділянками в Гімалаях, Центр. Копетдазі, Дагестані, тобто в горах, що виникли в альпійську складчастість.